# Albert Mukong
Albert Mukong, de son nom complet Albert Womah Mukong, né le 23 octobre 1933 à Babanki Tungo (Cameroun britannique) et mort dans la nuit du 12 au 13 juillet 2004 à Bamenda (Cameroun), est un militant camerounais des droits humains, écrivain et homme politique.

## Biographie

### Jeunesse et études
Albert Mukong naît le 23 octobre 1933 dans une famille d'ethnie Kom. Il fréquente l'école primaire St. Anthony à Njinikom, puis le St. Joseph's College dans le village de Sasse à Buéa, avant de poursuivre ses études en Angleterre dans les années 1950,.

## Carrière
Outre le fait d'avoir été un opposant de John Ngu Foncha, ancien Premier ministre et vice-président du Cameroun, lors des élections directes des années 1950 et 1960, Albert Mukong participe aux négociations qui ont conduit à l'indépendance du Cameroun aux Nations unies à New York. Il est journaliste et opposant déclaré de longue date au système du parti unique au Cameroun. Il est secrétaire du One Kamerun (OK), parti politique dirigé par Ndeh Ntumazah. En 1988, il est arrêté après avoir accordé une interview à la BBC dans laquelle il critique le gouvernement et le président camerounais Paul Biya,. Il est arrêté et libéré à plusieurs reprises en 1978, 1988, 1990 et 2002 en raison de ses diverses affiliations et activités politiques,,.
Albert Mukong quitte le Cameroun en 1990 pour s'exiler, immédiatement après le procès de Yondo Black, et ne revient qu'en 1992. En août 1994, le Comité des droits de l'homme reconnaît l'État camerounais coupable d'avoir violé les droits d'Albert Mukong pendant son emprisonnement et recommande le versement d'une indemnisation. Cette décision conduit Albert Mukong à créer une ONG en 1995, le Groupe de défense des droits de l'homme. Il est arrêté à nouveau, puis relâché en octobre 2002,.

## Mort
Albert Mukong meurt dans la nuit du 12 au 13 juillet 2004 à Bamenda à l'âge de 70 ans.

## Distinctions
- Prix international des droits de l’homme, Amnesty International